# Wolny kraj
Wolny kraj (niem. Freies Land) – niemiecki thriller kryminalny z 2019 roku w reżyserii Christiana Alvarta. 
Scenariusz oparto na fabule hiszpańskiego dreszczowca Alberto Rodrígueza Stare grzechy mają długie cienie (La isla mínima, 2014). Zdjęcia kręcono na Ukrainie. Premierę krajową filmu poprzedziła w listopadzie 2019 światowa premiera na Festiwalu Filmowym w Arras.

## Fabuła
Wschodnie Niemcy w roku 1992. Dwóch policjantów pochodzących z różnych części dawniej podzielonego państwa prowadzi dochodzenie w sprawie zaginięcia dwóch nastoletnich sióstr z zapadłej pomorskiej miejscowości w rejonie nadodrzańskim. Dzieli ich osobista niechęć, a oprócz profesjonalnych zasad i metod prowadzenia śledztwa różni ich zawodowe pochodzenie (Markus Bach to były pracownik NRD-owskiej bezpieki Stasi) i związane z tym poglądy na rzeczywistość. Dodatkowo w trakcie działań napotykają zaporę nieufności i milczenia wśród lokalnych mieszkańców, przekonując się przy tym, że tamtejsze prowincjonalne życie toczy się w odmiennym rytmie, w ciążącej atmosferze dotąd nieprzezwyciężonej przeszłości z epoki rządów komunistów. Dla obu wkrótce okazuje się, że poszukiwanie i możliwe odkrycie sprawcy uprowadzenia dziewcząt staje się szczególnie uciążliwym i niewdzięcznym zadaniem.

## Obsada
- Trystan Pütter – detektyw Patrick Stein
- Felix Kramer – detektyw Markus Bach
- Nora Waldstätten – Katharina Kraft
- Nurit Hirschfeld – Melanie Pons
- Aleksandr Pecheritsa – Karsten Spengler
- Ben Hartmann – Richy Horn
- Uwe Dag Berlin – Horst
- Leonard Kunz – Kevin
- Andrei Korzhenevski – barman Sigi
- Ludwig Simon – Charlie
- Michael Specht – Erik
- Marc Limpach – Kalle Möller
- Marius Marx – Henner Kraft
- Alva Schäfer – Nicole
- Hanna Hilsdorf – Zoe
- Asia Luna Mohmand – Miriam